# El Paraíso, San Andrés Tuxtla
El Paraíso är en ort i Mexiko.   Den ligger i kommunen San Andrés Tuxtla och delstaten Veracruz, i den sydöstra delen av landet, 400 km öster om huvudstaden Mexico City. El Paraíso ligger 222 meter över havet och antalet invånare är 105.
Terrängen runt El Paraíso är kuperad åt nordost, men åt sydväst är den platt. Runt El Paraíso är det ganska tätbefolkat, med 83 invånare per kvadratkilometer. Närmaste större samhälle är San Andres Tuxtla, 6,9 km nordväst om El Paraíso. Omgivningarna runt El Paraíso är en mosaik av jordbruksmark och naturlig växtlighet.